# 이와도촌 (후쿠오카현)
이와도촌(岩戸村)은 후쿠오카현 지쿠시군에 설치되었던 촌이다. 현재의 나카가와시에 해당한다.